# Феномен воображаемой аудитории
Феномен воображаемой аудитории (англ. imaginary audience) — термин, введённый в психологию Дэвидом Элкиндом описывающий психологический феномен восприятия себя «как на сцене», типичный для подросткового возраста. Наряду с «личным мифом» или «мифом о собственной исключительности» (personal fable) выступает одним из компонентов подросткового эгоцентризма.

## Описание конструкта
Термин «воображаемая аудитория» был введён Д. Элкиндом в 1967 году. «Воображаемая аудитория» — это психологическая характеристика подростковой стадии развития, которая заключается в убеждённости подростка в том, что его постоянно окружают некоторые «наблюдатели», а сам он — находится на «сцене». Данный конструкт описывает, как в подростковом возрасте воспринимается реакция «Другого» на собственное поведение: реальное или ожидаемое. Человек уверен, будто внимание людей приковано только к нему и за ним ведется постоянное критично-оценивающее наблюдение.

## Теоретические подходы

#### Когнитивное развитие(классическая теория): Жан Пиаже и Дэвид Элкинд
Согласно операциональной концепции развития интеллекта Ж. Пиаже на возрастной стадии подростничества происходит становление формально-логического интеллекта (11-12 — 14-15 лет), характеризующееся несколькими отличительными чертами:
- интроспективность (мышление, направленное на мысли — «мысли о мыслях»);
- абстрактность (выход за пределы непосредственной данности, способность думать о «возможном»);
- логичность (размышления по принципам Логики, что включает способность строить причинно-следственные связи между установленными фактами);
- гипотетическое мышление (мышление в русле гипотез: формулировка возможностей с их последующей проверкой).

На данной стадии когнитивного развития подросток, по сути, овладевает научным способом мышления, который он с интересом применяет в своей жизни. Однако, ещё несформированное умение управлять впервые возникшими способностями приводит к различного рода «ошибкам» (ошибочным представлениям): подросток смешивает свои потенциальные представления о том, что он мог бы сделать — с реальностью (в связи с гипотетичностью), и неспособен отделить свои мысли от мыслей других людей.
В работах Жана Пиаже данное явление выделяется как особое, именуется эгоцентризмом, и, согласно его представлениям, повторяется в начале каждой стадии развития интеллекта. Понятием эгоцентризма классически обозначается неспособность ребёнка понять, почему другие люди видят окружающий мир, воспринимают явления по-другому, не так, как он сам. Таким образом, эгоцентризм по сути — неспособность занять точку зрения другого, вытекающая из особенностей развития интеллектуальной сферы. Эгоцентризм ведет к постоянному размышлению, самоанализу и интроспекции в любой, даже самой незначительной области: именно поэтому подростки так сконцентрированы на собственных ощущениях и находятся в полной убежденности, что другие заняты тем же (оценивают их). Сам Д.Элкинд разделял взгляды Ж.Пиаже на стадиальность развития интеллекта и также связывал возникновение феномена с определённым его этапом. Однако достижение формально-логического интеллекта неоднородно и может произойти как в указанном диапазоне возрастов, так и не произойти вовсе (в зависимости от условий).
Таким образом, когнитивный эгоцентризм может быть присущ как детям, так и взрослым (его различные формы могут встречаться на различных стадиях развития: как ранних, так и поздних), но в подростковом возрасте возникает новая форма эгоцентризма, которая имеет две основные особенности: «воображаемая аудитория» и миф о собственной исключительности.

#### Неомидовская концепция: социально-когнитивная трактовка[4]
После исследований Пиаже, концентрирующихся на развитии интеллекта, были предложены другие объяснения причин эгоцентризма, а значит — источников феномена «воображаемой аудитории». В неомидовском теоретическом подходе возникновение феномена также связывается с когнитивным развитием, но учитывается, что вместе с развитием интеллекта происходит социальное развитие личности.
Р. Селман (Selman, 1980) предложил теорию социального познания, описывающую стадии освоения социальной перспективы (способность координировать свою и чужие точки зрения: умение понимать других, их мысли и намерения). По его мнению, третья стадия (оформляющаяся к 12 годам) характеризуется способностью в социальной ситуации одновременно видеть себя как в роли объекта, так и в роли субъекта, а также воспринимать «осреднённую точку зрения» (оценивать свою точку и чужие точки зрения, координировать их, но не отделять), и именно она является периодом развития эгоцентризма. Воображая «обобщенного другого», подросток отмечает лишь гипотетические точки зрения, вытекающие из его же собственных размышлений, которые могут не соответствовать реально существующим. Так, не имея достаточного социального опыта, ребёнок (подросток) не имеет полного представления о возможных точках зрения, и только наращивая его в процессе межличностной коммуникации начинает видеть, что его точка зрения на предмет может отличаться от точки зрения других.

#### Школа «Новый взгляд»
В рамках третьего теоретического подхода развитие эгоцентризма связывалось с процессами становления эго-идентичности: поиском себя, стремлением автономизироваться от родителей при сохранении привязанности к ним. Возникновение феномена, таким образом, связано с желанием опробовать себя в различных социальных ситуациях, без реального нанесения ущерба тесноте эмоциональной связи с родителями. Так, объясняются гендерные различия подростков в выраженности феномена: поскольку девочки, как правило, более привязаны к родителям, то их проявления поведения «я на сцене» обычно выражены сильнее, нежели чем у мальчиков.

## Функции
Существование «воображаемой аудитории», тесно связанной с другой особенностью эгоцентрического мышления подростка — персональным мифом, в реальности является не только переходным феноменом, но и несёт определённые функции, важные для общего процесса развития ребёнка:
1. поиск себя (своей идентичности) в рамках социального взаимодействия — путём синтеза собственных представлений и социальной перспективы и приведения их к общему знаменателю;
2. приспособление (адаптация) к изменяющимся условиям окружающей социальной среды;
3. освоение социокультурного опыта и общественных норм (путем «проигрывания» всех возможных вариантов, образцы которых берутся, в том числе, из культуры);
4. формирование мировоззрения.

## Поведенческие примеры
По Элкинду, существование воображаемой аудитории способно многое объяснить в типичном подростковом поведении. Так, постоянное стремление к уединению, нежелание полностью открыться другому, самовыражаться — последствие постоянной уверенности в том, что они находятся под критическим взором «другого». Существование данного феномена способно также объяснить чудачества подростков, напротив — чувство неловкости, а также тенденцию к конформизму (стремление соответствовать группе сверстников). Именно с «воображаемой аудиторией» можно связать типичный пример подросткового поведения: нежелание появляться на людях, когда на лице внезапно появляется прыщик. Действие феномена приводит к гиперболизации («прыщ занимает пол-лица») и к убеждённости в том, что все его непременно и в первую очередь заметят (искажение точек зрения других на его личность).

## Исследования

### Классические исследования
1. Классические исследования, проведённые Д.Элкиндом в 1979 году, проводились при помощи впервые разработанного им инструментария: шкалы IAS (Imaginary Audience Scale)[9]. Его исследования показали, что девушки были менее склонны представлять себя «аудитории». В целом было указано лишь на реальное существование конструкта «воображаемой аудитории» и получено подтверждение рабочести созданной им шкалы.
2. Джеральд Адамс и Рэнди Джоунс (1982)[10] в своем исследовании выяснили, что воображаемая аудитория особенно проявляется в период активного полового созревания и быстрой смены физического облика. Именно в этот период зарождается особое внимание к тому, как реагируют на изменения и как оценивают твою внешность другие.

В целом, ранние исследования феномена опирались лишь на опросники, что существенно искажало результаты из-за проявлений социальной желательности ответов. Именно эти ограничения породили дальнейшие исследования и задают нынешнюю перспективу исследования проявлений эгоцентризма объективными методами.

### Дальнейшие исследования

#### Связь с самооценкой
Именно чрезмерная зацикленность подростка на себе и собственном мире (самоанализ и рефлексия) приводит к уверенности в том, что и других они сами интересуют в той же степени. Поскольку переживание «воображаемой аудитории» сугубо лично, то его характер и соответствующее поведение подростка различны. Подростки не только создают «воображаемую аудиторию» и её реакцию на свое поведение, но и строят свое поведение исходя из этих реакций. Так, в случае высокой самооценки подросткам свойственно вести себя демонстративно («чтобы все увидели мои лучшие черты»), а при низкой самооценке — застенчиво и скрытно.

#### Гендерные и возрастные различия
Согласно Ж.Пиаже, феномен «воображаемой аудитории» наиболее выражен в младшем подростковом возрасте и в ходе становления формальных операций, к 14-15 годам, постепенно нивелируется. Однако сегодня стало очевидно, что многие из исследований противоречат друг другу (поскольку производятся исходя из различных теоретических посылок), а связь с возрастом и полом, тем самым, остается неоднозначной. Так, было выяснено, что феномен может быть выражен и в старшем подростковом (и даже пожилом) возрасте, не уменьшаясь несмотря на развитие формальных операций.

## Преодоление феномена «воображаемой аудитории»
Являясь частью целостного явления подросткового эгоцентризма, постепенное исчезновение феномена происходит вместе с уменьшением выраженности центрации на себе. Возрастные границы преодоления феноменов эгоцентризма достаточно размыты, однако (согласно неклассическим подходам) преодоление эгоцентризма связано с процессом формирования эго-идентичности, и происходит по мере развития общения со сверстниками, установления глубоких и доверительных отношений, в которых происходит взаимный обмен эмоциональным опытом. Так, через общение с реальной «аудиторией» происходит накопление действительного, а не фантазийного опыта, который приводит к большей адекватности и трезвости оценки себя и ситуации.
Феномен «воображаемой аудитории» — не нарушение, а естественная и необходимая часть общего процесса развития личности ребёнка. Поэтому преодоление подросткового эгоцентризма и его составных частей — вопрос времени, однако время это зависит от социального окружения подростка.